# Čelebinci
Čelebinci (cyr. Челебинци) – wieś w Bośni i Hercegowinie, w Republice Serbskiej, w gminie Kozarska Dubica. W 2013 roku liczyła 106 mieszkańców.